# 伊恩·邁恩斯

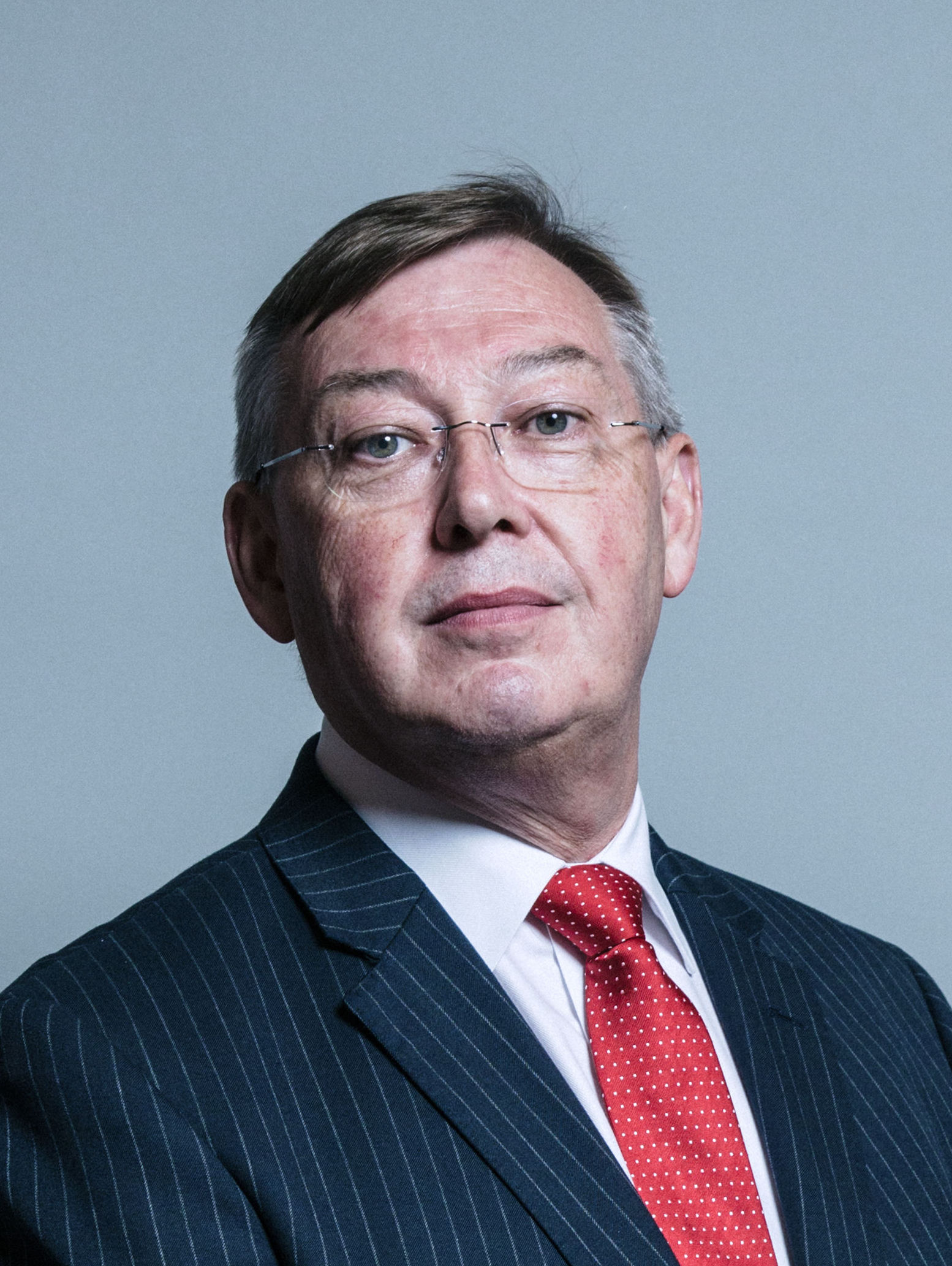

伊恩·邁恩斯（Ian Mearns，1957年4月21日—）是一位英格蘭政治人物，他的黨籍是工黨。他出生在泰恩河畔新堡。自2010年開始，他擔任蓋茲黑德選區選出的英國下議院議員。